# Andrew Dowie
Pour les articles homonymes, voir Dowie.
Andrew Dowie, né le 23 avril 1981 à Windsor, est un homme politique provincial canadien de l'Ontario.
Il est député provincial progressiste-conservateur de la circonscription ontarienne de Windsor—Tecumseh depuis 2022,.

## Biographie
Né à Windsor en Ontario, Dowie entame une carrière publique en siégeant comme conseiller municipal de Tecumseh dès 2014. Il est réélu en 2018.
Élu sur la scène provinciale en 2022, il est le premier progressiste-conservateur à représenter la région depuis 93 ans.